# Phalaba dorkai
Phalaba dorkai là một loài chân đều trong họ Trachelipodidae. Loài này được Ferrara miêu tả khoa học năm 1974.